# ベッドフォード・CA
ベッドフォード・CA（Bedford CA）は、イギリスのルートンにあるボクスホールの子会社ベッドフォードで1952年から1969年まで製造されたセミ・キャブオーバー型の小型商用車である。長期生産されたことと、パグ犬に似た特徴のある顔付きで知られる。
ベッドフォード・CAは10-12cwtのショート・ホイールベースと15cwtのロング・ホイールベースが製造された。
一般的にはこの車はスライディングドアーを備えた小型の配送用バンとして販売されたが、特装車メーカーが架装できるようにカウル付きのシャーシのみでも購入できた。ベッドフォード・ドーモビルはベッドフォード・CA バンを基にしたキャンピングカー改装モデルであった。
当時のベッドフォード・CAは、現在のフォード・トランジットの様なありふれた車であったが近年では希少である。

## 車体寸法
|                | 諸元                           | 諸元                          |
| -------------- | ------------------------------ | ----------------------------- |
| 全幅           | 70.0インチ (1,778 mm)          | 70.0インチ (1,778 mm)         |
| 全高（空車時） | 74.75インチ (1,899 mm)         | 74.75インチ (1,899 mm)        |
| トレッド       | 53.25インチ (1,353 mm)（前輪） | 54.5インチ (1,384 mm)（後輪） |
|                | ショート・ホイールベース       | ロング・ホイールベース        |
| ホイールベース | 90インチ (2,286 mm)            | 102インチ (2,591 mm)          |
| 全長           | 154インチ (3,912 mm)           | 166インチ (4,216 mm)          |
| 車両重量       | 2,245ポンド (1,018 kg)         | 2,345ポンド (1,064 kg)        |
| 回転径         | 34フィート (10.4 m)            | 37フィート (11.3 m)           |

## 車体

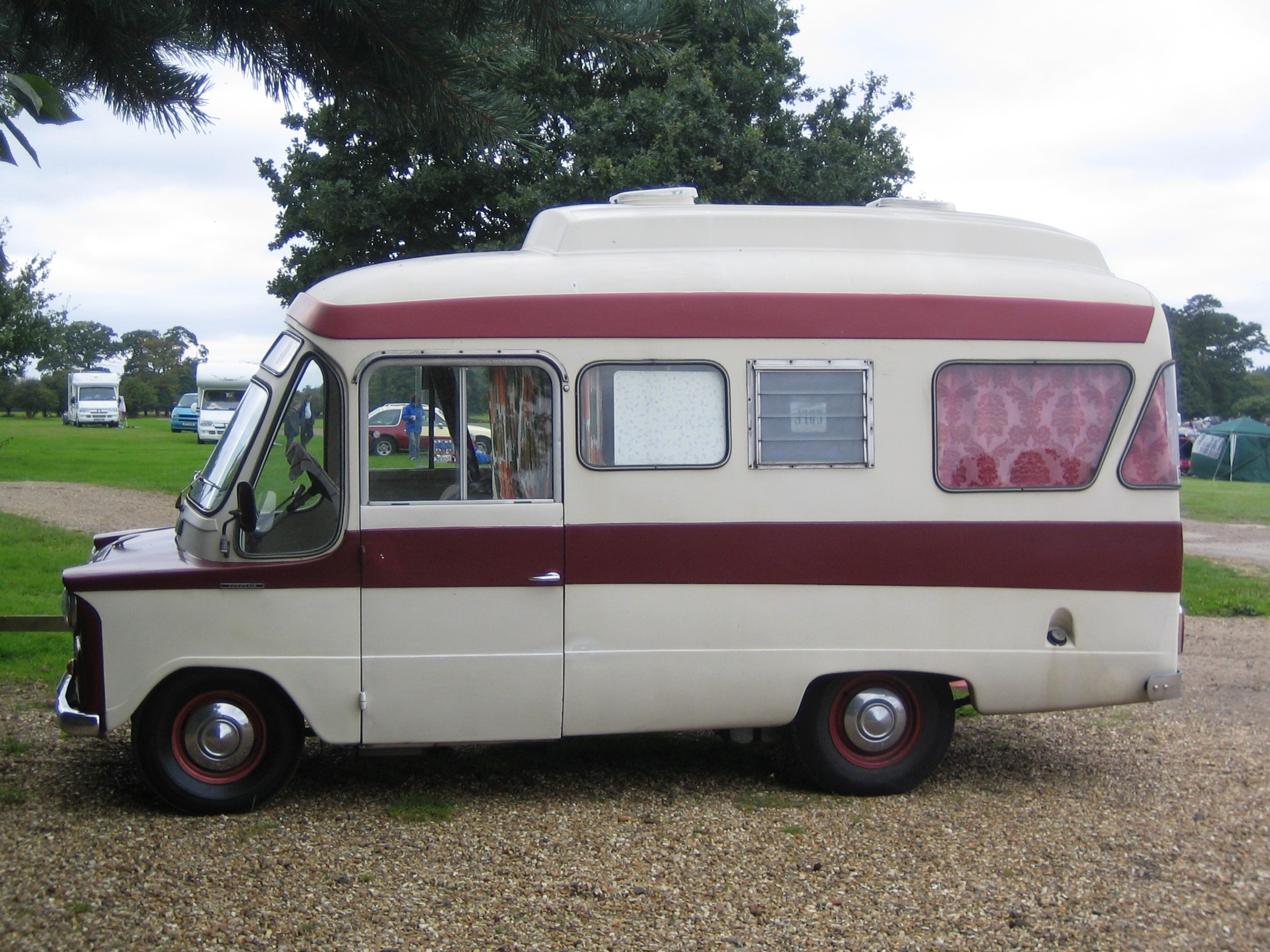
写真の1965年製ドーモビル・デボネアの様に1960年代にベッドフォード・CAのシャーシは次々とキャンピングカー用として使用された。機械構造部と同じく前面ガラスは標準のバンのものを流用している。

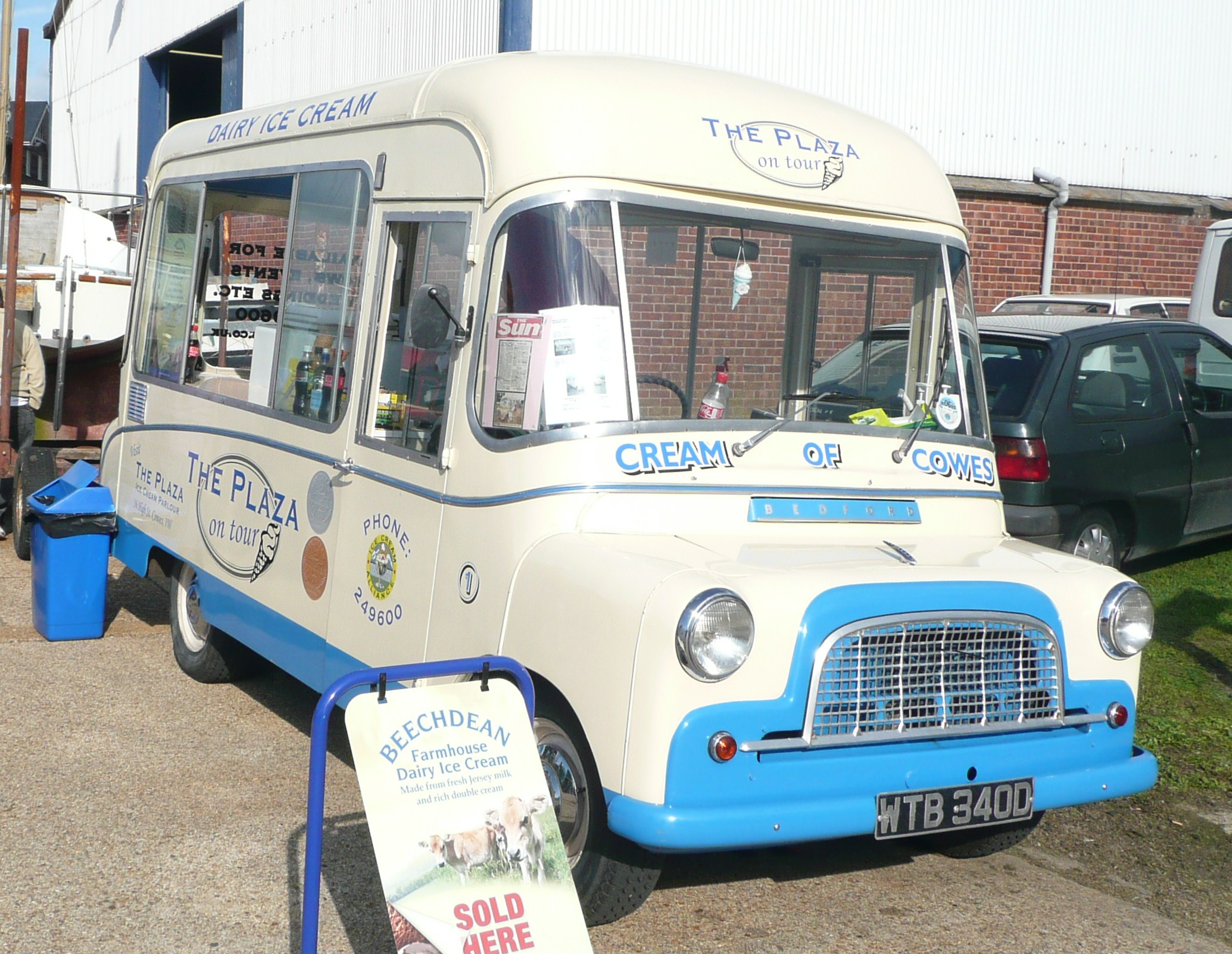
ベッドフォード・CAを改装したアイスクリーム販売車

ベッドフォード・CAはその17年の製造期間中に外観と構造にほとんど変更は加えられなかった。しかしながら顕著な違いがある3つの型があった。最初のCAは2枚構成の前面ガラスを備えており、2枚の平面ガラスが中央の金属製の縦桟で仕切られていた。英国で曲面ガラスが適価で入手できるようになると1958年頃に2分割の平面ガラスは1枚の緩やかな曲率の曲面ガラスに替えられた。同時にオリジナルの塗装済のフロントグリル（分割前面ガラスに倣って中央に「仕切り」が入っていた）が小さな一体型フロントグリル（まだバンの車体色に塗装されていた）に変更された。3番目の型のベッドフォード・CAは深い曲率の曲面ガラスの前面ガラスを備え、これに応じて前面ガラス直前の突き出し部分の長さが減らされており1964年遅くから販売された。1964年製のバンは当時の自動車デザイン全般の傾向を反映して初めてプレス成形されたアルミニウム製のフロントグリルを備えていた。

## 動力系統
CAは通常の動力系統の配置を採っており、車体前部にエンジンを縦置きし、後輪を駆動していた。トランスミッションはエンジンの直後に置かれ、トルクチューブ式のシャフトを介して後輪の固定車軸へと伝達された。
このエンジンと3速トランスミッションはボクスホール・ヴィクター（F-シリーズ）にも使用され、後のFC-シリーズモデルの4速トランスミッションは3速のベッドフォード・CAに簡単に取り付けることができた。後にはこの4速トランスミッションは工場オプションとして設定された。

## エンジン
ベッドフォード・CAは当初は排気量1,508 ccのOHV 3ベアリング・クランクシャフトの直列4気筒エンジンを搭載していた。燃料ポンプ、オイルポンプとディストリビューターはカムシャフトが直接駆動した。ゼニス34VNダウンドラフト・キャブレターが装着され、低圧縮比と（稀ではあったが）高圧縮比の2種類のエンジンが選択できた。後のモデルでは、1964年以降のボクスホール・ヴィクター FBに使用されていた排気量の多少大きな1,594立方センチメートル (97.3 cu in)エンジンが搭載された。排気量1622cc (99cu.in)のパーキンス社製ディーゼルエンジンも選択できた。
セミ・キャブオーバーレイアウトの宿命で、エンジンは車室内まで飛び出していて脱着可能なカバーで覆われていた。このためベッドフォード・CAのボンネットは非常に短く、寸詰まりな特徴ある外観をしていた。この構成では運転席と助手席の足元がエンジンにより隔たれることになるが、車の全長に対し荷室に割り当てられる部分が長くとれた。日常のエンジンの点検は小さなボンネットからかキャビン内のカバーを外して行い、大掛かりなエンジンのオーバーホール作業を行うにはヘッドライト、グリルとシャーシの前部クロスメンバーを含む前面パネルを完全に取り外さねばならなかった。
当時の一般的なアフターマーケットでの改造はパーキンス・4/99ディーゼルエンジンへの換装であった。このエンジンは低出力（40 bhp）であったが、燃料消費率に優れていた。
|                      | 諸元                                 | 諸元                                 |
| -------------------- | ------------------------------------ | ------------------------------------ |
| エンジン形式         | 直列4気筒 OHV ガソリンエンジン       | 直列4気筒 OHV ガソリンエンジン       |
| 排気量               | 1,508立方センチメートル (92.0 cu in) | 1,508立方センチメートル (92.0 cu in) |
| シリンダー・ボア     | 3.126インチ (79.4 mm)                | 3.126インチ (79.4 mm)                |
| ピストン・ストローク | 3.000インチ (76.2 mm)                | 3.000インチ (76.2 mm)                |
|                      | 低圧縮比                             | 高圧縮比                             |
| 圧縮比               | 6.8:1                                | 7.8:1                                |
| 最高出力             | 52.0 bhp (38.8 kW) @ 4,000 rpm       | 54.8 bhp (40.9 kW) @ 4,200 rpm       |
| 最大トルク           | 81.7 lbf•ft (111 N•m) @ 2,400 rpm    | 84.5 lbf•ft (115 N•m) @ 2,400 rpm    |

## 変速機
ベッドフォード・CAは当初3速 マニュアルトランスミッション（MT）を搭載し、半浮動式固定車軸を介して後輪を駆動していた。後期型はオプションで4速トランスミッションを搭載した。

## 懸架装置と操舵装置

### 前輪懸架装置
前輪のサスペンションは前のクロスメンバーに取り付けられたダブルウィシュボーンとコイルスプリングで構成されており、スタビライザーバーが下側のウィシュボーンを繋いでいた。これと似た配置は後にボクスホール・ヴィヴァにも使用された。

### 後輪懸架装置
後輪のサスペンションはシャーシに取り付けられた2.25インチ幅の半楕円リーフスプリングがリアアクスルを吊り下げていた。10-12cwt版が7枚リーフ、15cwt版が8枚リーフで、1枚の厚みは0.25インチであった。

### 操舵装置
操舵装置は4本ロッドのリンケージと2つのリレーレバーで構成されたバーマン式ボール循環式（Burman recirculating ball）ステアリング・ギアであった。この設計は関連する全てのリンケージのために正確とは言えそうには無かったが、実際にはそれ相応に正確でありCAは前輪の独立懸架方式のお陰で初期のフォード・トランジットよりも正確な応答性を持っていた。

## 操作系と計器
ギアチェンジレバーはコラムシフトで、ウインカーのスイッチは計器盤に付いていた。ヘッドライトのスイッチは足踏み式で、スタータースイッチはサイドブレーキ下の床に付けられたプッシュボタン式であった。
計器は速度計、燃料計、水温計のみであった。
ベッドフォード・CAが設計された時代は半導体部品がまだ高嶺の花であり、自動車部品に応用するには適していなかった。このため水温は揮発性の液体を詰めたカプセルに繋げられた毛細管を通して機械的に測られた。カプセルはウォーターポンプ本体に捻じ込まれていた。エンジン冷却液の変化が揮発性の液体を蒸発や結露させ、水温計の機械リンケージへの圧力を変化させることで計器の針を動かしていた。後のモデルでは電気式計器が使用された。
燃料計は現代の車と同様に電気的に制御されていた。燃料タンク内のセンサーユニットは燃料の量を測るために浮動可変レオスタットの電気抵抗を利用しており、それ故に新しい半導体の技術には依存していなかった。

## 制動装置
ブレーキ系は各車輪に脱着可能な鋳鉄製のドラムブレーキを持ち、前後方向（leading/trailing）に配置された石綿製ブレーキシューが制動力を発生していた。ブレーキシューを作動させるAPロッキード製の複動式油圧モーターは、単一系統の油圧回路を通じてブレーキのマスタシリンダーに繋がっていた。マスタシリンダーは機械的にブレーキペダルと接続していた。この設計は当時としては普通のものであったが、構造上の問題があったために現在の標準からすると不適当な設計であった。